# Oberstenfeld
Oberstenfeld település Németországban, azon belül Baden-Württembergben. Lakosainak száma 7989 fő (2023. december 31.).

## Népesség
A település népessége az elmúlt években az alábbi módon változott:
| Lakosok száma | 3219 | 4193 | 5583 | 6814 | 7281 | 7959 | 7933 | 8058 | 7893 | 7989 |
|               | 1961 | 1967 | 1974 | 1980 | 1987 | 1993 | 2000 | 2006 | 2013 | 2023 |